# Basfunktion
En basfunktion är ett element i en bas i ett funktionsrum, och därmed ett exempel på en basvektor för denna bas. 
Dessa existerar alltid, eftersom funktionsrum är exempel på linjära rum, men då dimensionen av dess rum kan vara mycket stor (till exempel rummet av alla släta funktioner), så är det inte säkert att det finns någon bas i linjäralgebraisk mening, och det kan mycket väl krävas ouppräkneligt många. 

## Exempel - Fourierserier
Ett enkelt exempel på en bas är basen för rummet av de funktioner som kan expanderas i Fourierserie. Denna bas består av funktionerna {\displaystyle \sin kx} och {\displaystyle \cos kx}, tillsammans med den konstanta funktionen 1/√2, där k är ett positivt heltal. Detta är en ortonormal bas på ett inre produktrum, det vill säga ett rum där det finns en skalärprodukt, vilken i detta fall definieras genom
{\displaystyle {\frac {1}{\pi }}\int _{0}^{2\pi }f(x){\bar {g}}(x)dx}
Observera att detta är en allmän definition som fungerar även för komplexvärda funktioner (därav komplexkonjugatet på g), för reella funktioner blir formeln helt enkelt 
{\displaystyle {\frac {1}{\pi }}\int _{0}^{2\pi }f(x)g(x)dx}

## Exempel - Taylorserier
Rummet av reellvärda funktioner som kan utvecklas i Taylorserie (det vill säga rummet av analytiska funktioner) har en trivial bas i form av alla potenser xn, där n är ett positivt heltal. Detta är dock i allmänhet ingen ortonormal bas, i synnerhet inte om man väljer en skalärprodukt på formen 
{\displaystyle \int _{-a}^{a}f(x)g(x)dx}
(I olika sammanhang är olika integrationsområden av intresse). 
Det finns dock flera olika serier av polynom som ger en ortonormal bas för ett givet integrationsområde. För integrationsområdet [-1,1] används till exempel Legendrepolynom, som allmänt (onormaliserade) har formen 
{\displaystyle P_{n}(x)=(2^{n}n!)^{-1}{d^{n} \over dx^{n}}\left[(x^{2}-1)^{n}\right]}
Dessa är alltså ortogonala, men inte ortonormala. Det gäller:
{\displaystyle \int _{-1}^{1}P_{m}(x)P_{n}(x)\,dx={2 \over {2n+1}}\delta _{mn}}
där {\displaystyle \delta _{mn}=1} om m=n, och 0 annars.